# Ночное (картина Эллерта)
«Ночное» («Табун») — картина русского художника Николая Эллерта (1845—1901), написанная в 1883 году. Является частью собрания Государственной Третьяковской галереи.

## История
В 1875 году Николай Эллерт поступил в МУЖВЗ в качестве вольнослушателя. Обучался в классе А. К. Саврасова. В 1883 году Эллертом была написана картина «Ночное» («Табун»). За нее он был награждён большой серебряной медалью, а также ему было присвоено звание классный художник третьей степени и четырнадцатый класс табели о рангах.
В 1884 году картина участвовала в 12 выставке передвижников (не участвовала в выставке в Харькове).
В 1886 году данная картина была приобретена П. М. Третьяковым для своей коллекции. В 1904 г. картин «Ночное» («Табун») висела в Третьяковской галерее на нижнем этаже в 20 комнате. С 1913 года находится в запаснике музея.